# Páncéltörő rakéta

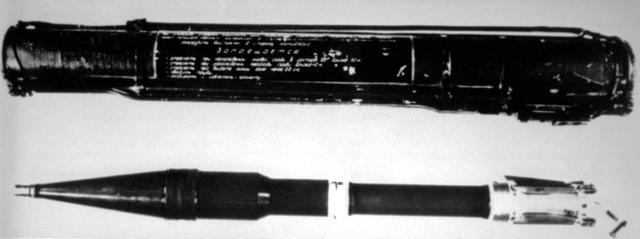
RPG–18 kézi páncéltörő rakéta a vetőcsőből kivéve

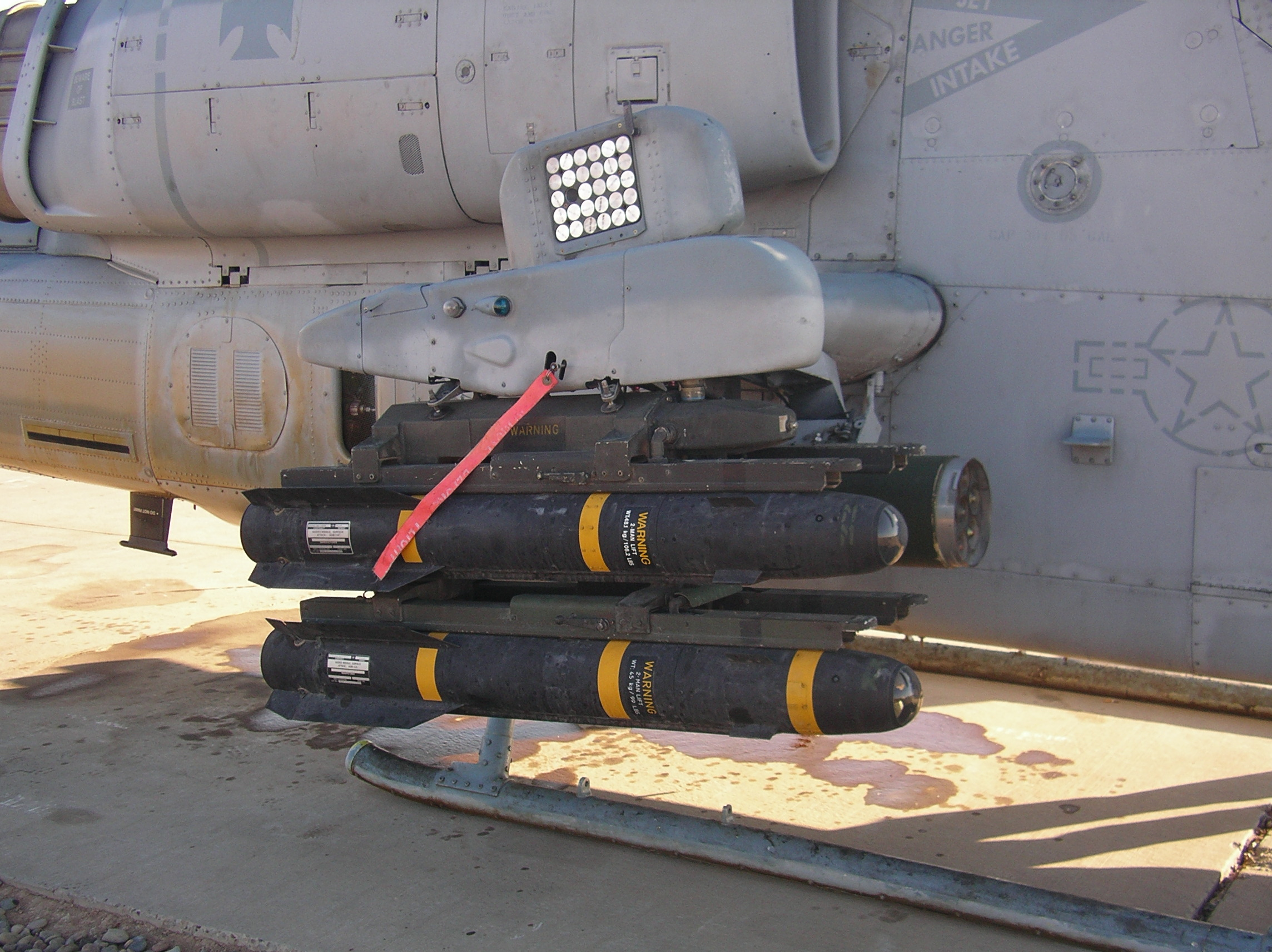
AGM–114 Hellfire irányított páncéltörő rakéták AH–1 Cobra harci helikopterre függesztve

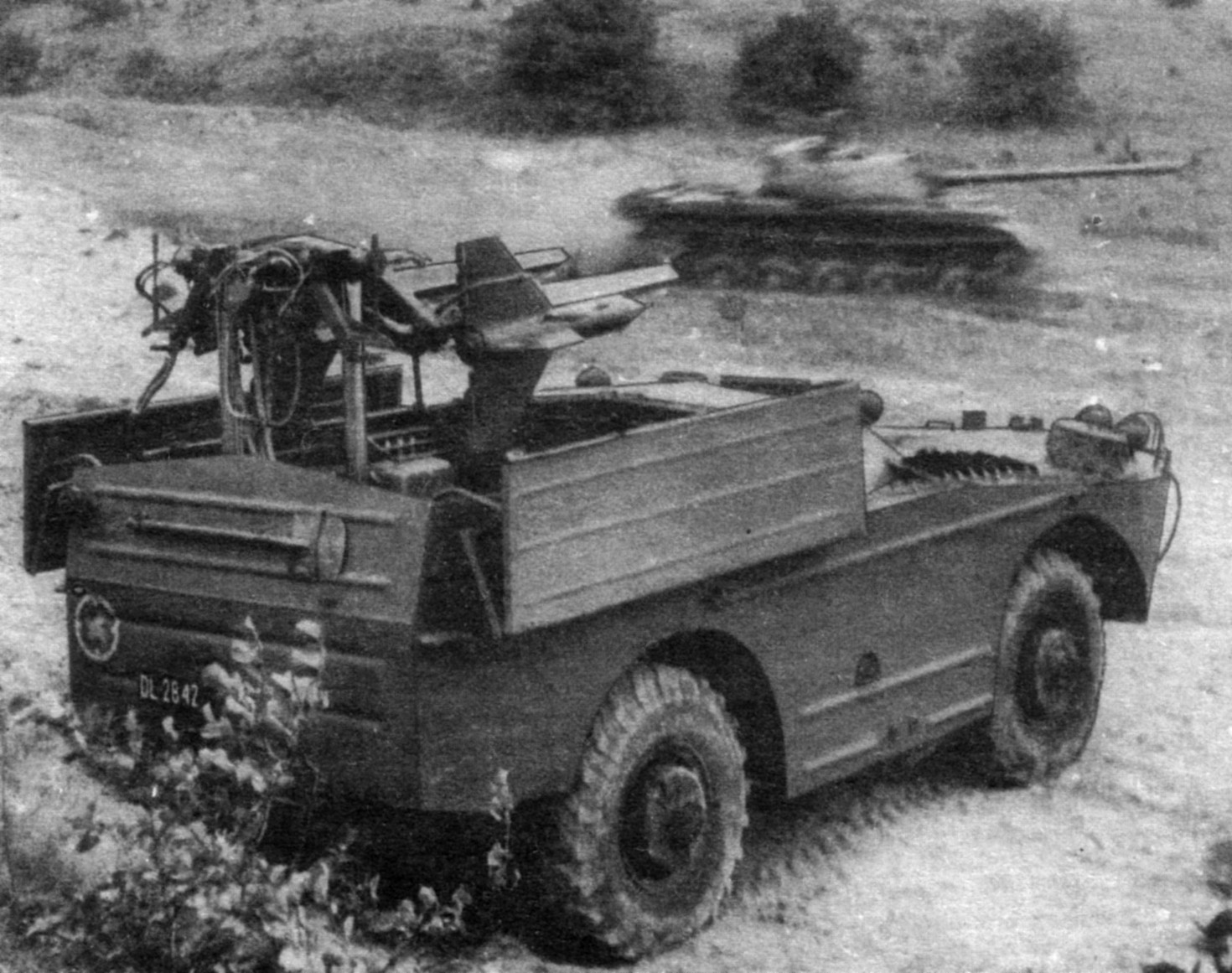
3M6 Smel első generációs irányított páncéltörő rakéták BRDM–1 páncélozott harcjárműre telepítve

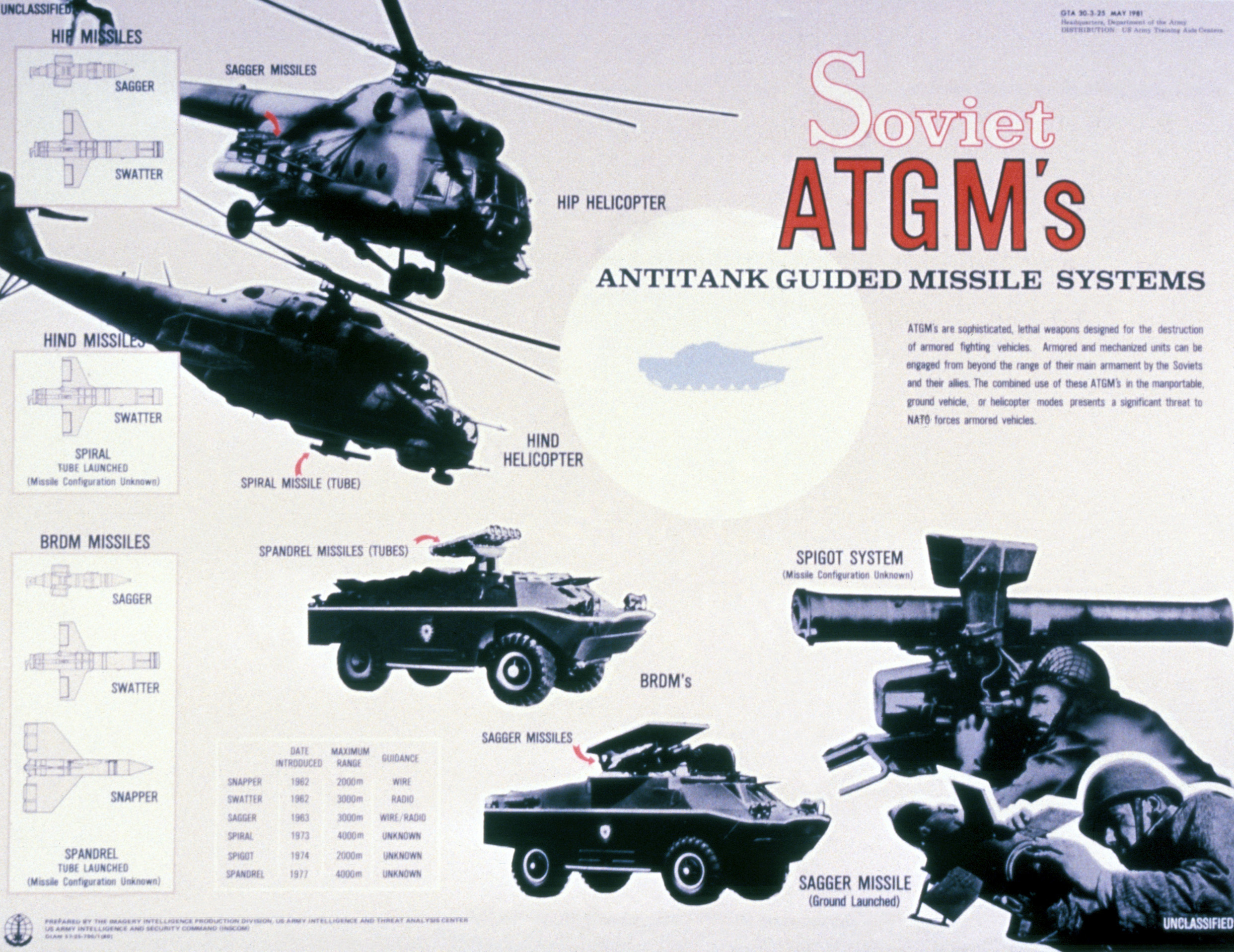
Harckocsik ellen bevethető eszközök (1995)

A páncéltörő rakéta harckocsik és páncélozott járművek, valamint más, páncélzattal rendelkező, kis méretű célok (erődítmények, bunkerek) elleni rakétafegyver. Az egyszerű felépítés és a kis méret miatt hajtóműve szilárd hajtóanyagú, általában két fokozattal, az első, gyorsítófokozat pár tizedmásodperc alatt (általában a vetőcsövön belül) kiég, és menetsebességre gyorsítja a rakétát, azután a menethajtómű az elért sebességet hosszabb ideig képes fenntartani. Általában kumulatív robbanótöltettel rendelkezik.
Az első kézi páncéltörő rakétákat a második világháborúban állították rendszerbe (például a Panzerfaustot). Az irányított páncéltörő rakéták első generációja az 1950-es években jelent meg, és viszonylag hamar elterjedt. Az 1973-as jom kippuri háborúban, elsősorban a páncéltörő rakéták tömeges alkalmazása miatt, a szemben álló felek elvesztették harckocsijaik körülbelül 75%-át.
A páncéltörő rakéták tömeges elterjedése és sikere miatt a harckocsik páncélzatát különleges, a kumulatív töltetek ellen kifejlesztett pótpáncélzattal egészítették ki, melyet kívülről szerelnek fel: a reaktív páncélzat találat esetén felrobban, ami a kumulatív sugarat destabilizálja, a kerámiapáncélzat nagy hőállósága révén áll ellen a kumulatív sugárnak. A legkorszerűbb páncéltörő rakéták emiatt kettős robbanótöltettel rendelkeznek, az első, kisebb töltet a kiegészítő páncélzat áttörésére hivatott.
A páncéltörő rakétáknak két fő fajtája van:
- Kézi páncéltörő rakéta, mely jellemzően nem irányított, kis hatótávolságú, könnyű rakéta, a gyalogság páncélozott célok elleni fegyvere. Tömege 5–10 kg körüli, hatótávolsága pár száz méter. Jellemzően egyszerű, egyszer használatos, gyakran teleszkóposan kihúzható vetőcsőből indítják, melyet használat után eldobnak.
- Irányított páncéltörő rakéta: könnyebb változatai gyalogosan is szállíthatóak, a nehezebbeket gépjárművekre, vagy helikopterekre telepítik. Hatótávolságuk 10 kilométerig, tömegük 100 kilogrammig terjed. Többféle irányítórendszerük lehet: a legkorábbi típusok vezetékes, parancsközlő távirányítással rendelkeztek, ma jellemző a lézeres félaktív önirányítás, az infravörös önirányítás, vagy az aktív lokátoros önirányítás. Az első irányított páncéltörő rakéták az 1950-es években jelentek meg. Ezek a rakéták még vezetékes távirányítást alkalmaztak, azaz ezeket a rakétákat az indítóberendezéssel egy, a repülés közben letekeredő vezeték kötötte össze, amin keresztül az irányító katona által generált parancsjeleket vették. Az egyszerű irányítási módszert napjainkban is alkalmazzák, komoly hátránya, hogy ha az indítóberendezés mozogna, akkor az irányításnál a jeleket továbbító vezeték elszakad, így ez a rendszer csak álló járműveknél alkalmazható. Továbbfejlesztett változatánál a parancsjeleket rádión keresztül juttatják el a rakétának.

Az 1970-es évek elején jelentek meg a sokkal kisebb méretű, vetőcsőből indítható páncéltörő rakéták, ezek szárnyfelületei a repülés közben nyílnak ki. Amellett, hogy méretük sokkal kisebb, a légmentesen lezárt vetőcső miatt sokkal jobban tűrik az időjárás viszontagságait és a szennyeződéseket is. Irányításuk rendszerint vezetékes-félautomata módon (SACLOS) történik, vagyis az irányzónak a célon kell tartania az irányzékot a rakéta becsapódásáig. Ilyen például az amerikai TOW vagy a szovjet-orosz Konkursz, Metyisz vagy Kornyet rendszerek.
Az 1980-as évektől több új irányítórendszer is megjelent, a lézeres félaktív önirányítás még igényli a cél megjelölését az indítás után, az infravörös passzív önirányítás és a lokátoros aktív önirányítás esetén a rakéta önállóan repül a célig. Ilyen például a félaktív-lézeres amerikai Hellfire vagy a radaros rávezetésű brit Brimstone.
A 2000-es években megjelenő páncéltörő rakéták új generációja már a ívelt röppályán repülve a harckocsik vékonyabb tetőpáncélzatát támadja. Rávezetésüket infravörös képalkotó önirányítás jellemzi, fire and forget és fire and observe tüzelési módokkal. A kategória két meghatározó típusa az izraeli Spike és az amerikai Javelin - mindkettőből sok ezer példány áll szolgálatban a világ fegyvereserőinél.